# Кадреццате
Кадреццате (італ. Cadrezzate) — муніципалітет в Італії, у регіоні Ломбардія, провінція Варезе.
Кадреццате розташоване на відстані близько 540 км на північний захід від Рима, 60 км на північний захід від Мілана, 15 км на захід від Варезе.
Населення — 1844 особи (2014).

## Демографія
Населення за роками:

Станом на 31 грудня 2014 року в муніципалітеті офіційно проживало 226 іноземців з 33 країн, серед них 136 громадян країн Євросоюзу та 35 громадян України.

## Сусідні муніципалітети
- Анджера
- Іспра
- Озмате
- Сесто-Календе
- Траведона-Монате